# Résolution 740 du Conseil de sécurité des Nations unies
Membres permanents
- Chine
- États-Unis
- France
- Royaume-Uni
- Russie

Membres non permanents
- Autriche
- Belgique
- Cap-Vert
- Équateur
- Hongrie
- Inde
- Japon
- Maroc
- Venezuela
- Zimbabwe

Résolution no 739 Résolution no 741
La résolution 740 du Conseil de sécurité des Nations unies, adoptée à l'unanimité le 7 février 1992, après avoir réaffirmé les résolutions 713 (1991), 721 (1991), 724 (1991) et 727 (1992) et examiné un rapport du secrétaire général Boutros Boutros-Ghali, le Conseil a approuvé les plans d'une mission de maintien de la paix en république fédérative socialiste de Yougoslavie.
Le Conseil a exprimé son désir de déployer la force une fois que « les obstacles restants » auront été levés, appelant les dirigeants serbes à accepter le plan de paix des Nations unies. Le président croate Franjo Tuđman avait alors accepté le projet. Il a également approuvé l'augmentation du nombre d'officiers au sein de la commission de liaison militaire, portant leur nombre de 50 à 75.
La résolution appelle ensuite toutes les parties à coopérer avec la conférence sur la Yougoslavie pour parvenir à un règlement de la question conforme aux principes de l'Organisation pour la sécurité et la coopération en Europe, et également à tous les États de continuer à observer l'embargo sur les armes contre le pays.

## Voir également
- Commission d'arbitrage de la Conférence de paix sur l'ex-Yougoslavie
- Guerre de Bosnie
- Guerre d'indépendance croate
- Guerre d'indépendance slovène
- Force de protection des Nations unies
- Guerres yougoslaves